# The McClatchy Company
The McClatchy Company, comunemente chiamata semplicemente McClatchy, è una casa editrice statunitense costituita secondo la General Corporation Law del Delaware e con sede a Sacramento, California. Gestisce una trentina di quotidiani in quattordici stati e ha una diffusione media nei giorni feriali di 1,6 milioni di copie e una diffusione domenicale di 2,4 milioni di copie. Nel 2006 ha acquistato Knight Ridder, che all'epoca era la seconda società di giornali negli Stati Uniti (Gannett era, e rimane, la più grande). Oltre ai suoi quotidiani, McClatchy gestisce anche diversi siti web nonché un'agenzia di stampa, McClatchyDC, incentrata sulle notizie politiche da Washington.
Nel febbraio 2020, la società ha presentato istanza di fallimento del Chapter 11, con l'intenzione di riorganizzare e completare il processo fallimentare entro pochi mesi. Nel luglio 2020, Chatham Asset Management, un hedge fund, ha vinto l'asta per acquistare McClatchy per 312 milioni di dollari.
Tra le testate gestite da McClatchy si possono citare The Miami Herald, The Sacramento Bee (fondato da James McClatchy nel 1857), The Kansas City Star.